# Daphnis gigantea
Daphnis gigantea is een vlinder uit de familie van de pijlstaarten (Sphingidae). De wetenschappelijke naam van de soort is voor het eerst geldig gepubliceerd in 1921 door Johannes Karl Max Röber.